# Václav Junek (podnikatel)
Václav Junek (* 17. června 1951) je český podnikatel, bývalý agent StB a bývalý předseda představenstva zkrachovalého chemického konglomerátu Chemapol.
Dceřiná společnost Chemapolu – C.H.R.[nenalezeno v uvedeném zdroji] – koupila v roce 1997 od Václava Havla za 200 milionů korun 50% podíl paláce Lucerna. Palác později od C.H.R. koupila švagrová Václava Havla Dagmar Havlová za 145 milionů korun. Firma C.H.R. v lednu 2001 zkrachovala.[nenalezeno v uvedeném zdroji]
V roce 1999 Junek veřejně přiznal,[zdroj⁠?!] že tajně dával členům ČSSD karty na benzin zdarma.
Na konci roku 2007 jiná Junkova firma – LST Trhanov – vyhrála tendr Lesů České republiky na těžbu více než 2,5 milionu krychlových metrů dřeva.